# Xylophanes cyrene
Espèce
Xylophanes cyrene est une espèce de lépidoptères de la famille des Sphingidae, de la sous-famille des Macroglossinae, tribu des Macroglossini, sous-tribu des Choerocampina, et du genre Xylophanes.

## Description
L'envergure est 76-91 mm. Il est semblable à Xylophanes amadis mais la couleur de la face dosrale des ailes est brunâtre et la bande médiane pâle est toujours ininterrompue par des stries noires le long des nervures.

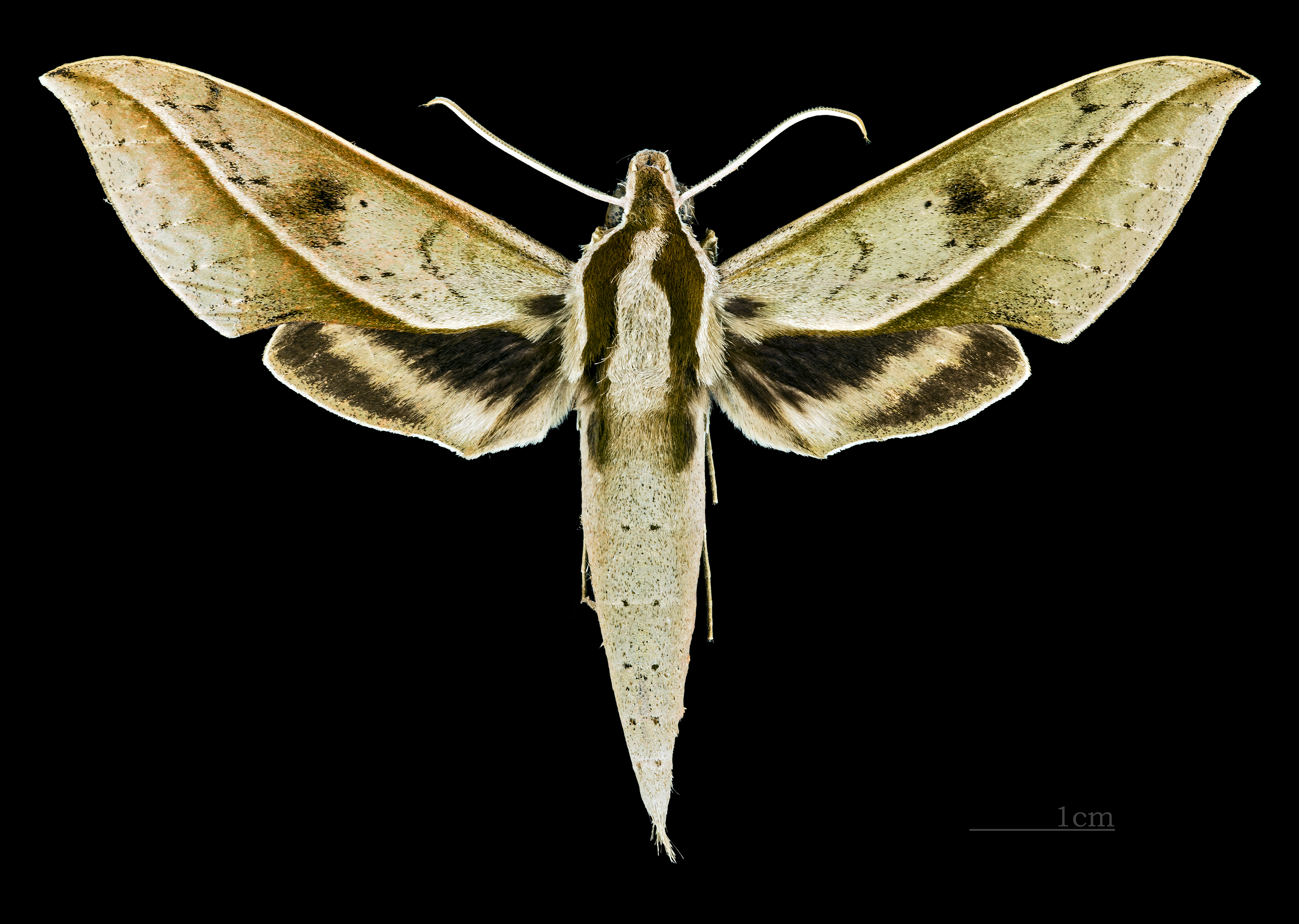
Xylophanes cyrene♀ - Dorsal (coll.MHNT)
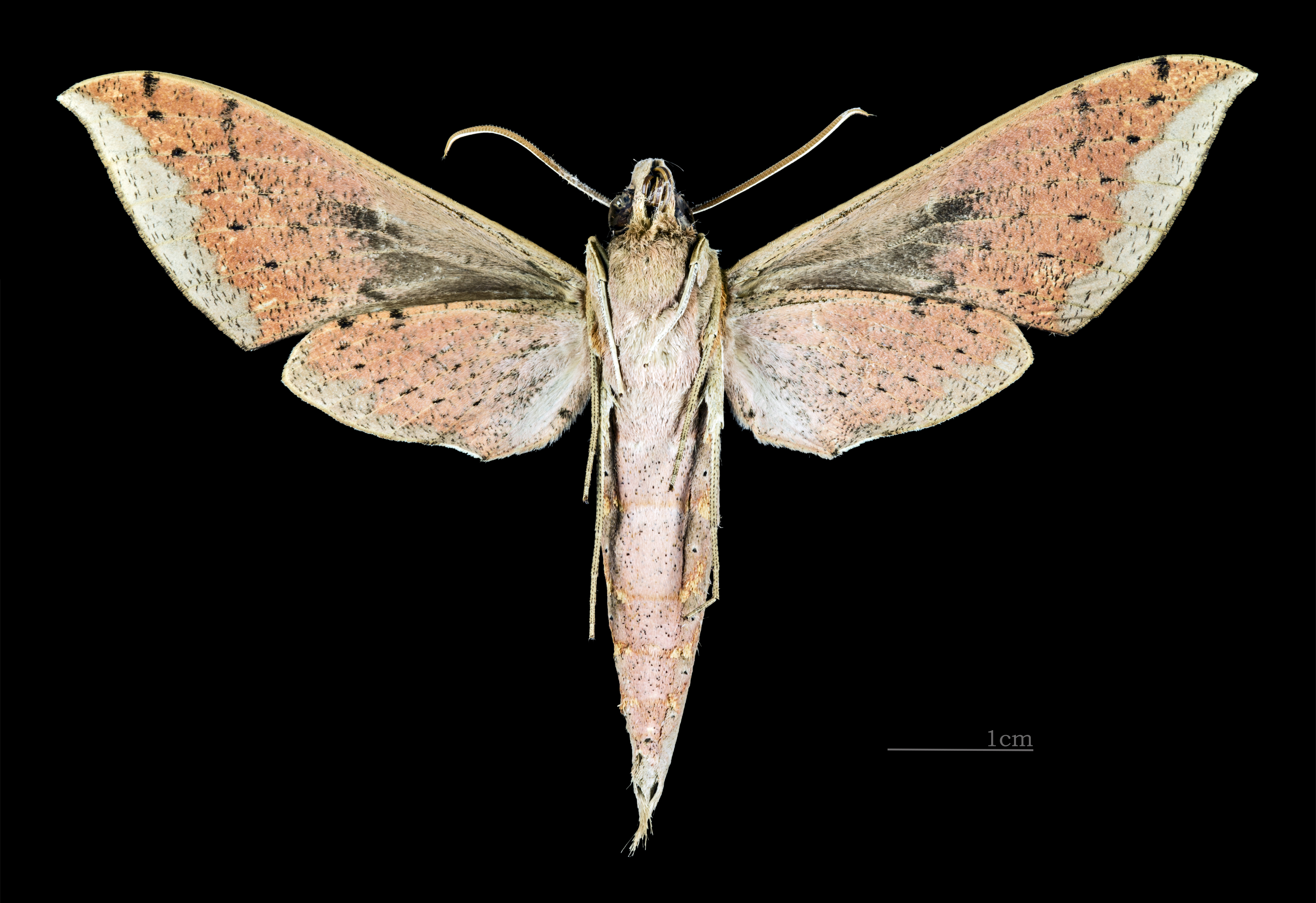
Xylophanes cyrene♀ △ - Revers (coll.MHNT)

## Biologie
Les adultes volent toute l'année au Costa Rica.
Les larves se nourrissent sur Curatella americana, Psychotria panamensis et Psychotria grandis. Les premiers stades sont généralement verts, mais il y a des formes vert sombre dans le stade final.

## Distribution et habitat
Distribution
L'espèce est connue au Mexique, Panama, Costa Rica, Guatemala, Belize et au sud de Oxapampa au Pérou.

## Systématique
L'espèce Xylophanes cyrene a été décrite par l'entomologiste britannique Herbert Druce en 1881, sous le nom initial de Chaerocampa cyrene. La localité type est Chiriqui au Panama.

### Synonymie
- Chaerocampa cyrene Druce, 1881 Protonyme
- Theretra drucei Kirby, 1892[2].